# Periophthalmus variabilis
A Periophthalmus variabilis a csontos halak (Osteichthyes) főosztályának a sugarasúszójú halak (Actinopterygii) osztályába, ezen belül a sügéralakúak (Perciformes) rendjébe, a gébfélék (Gobiidae) családjába és az iszapugró gébek (Oxudercinae) alcsaládjába tartozó faj.

## Előfordulása
A Periophthalmus variabilis előfordulási területe az Indiai-óceán keleti része és a Csendes-óceán nyugati része között van. A következő országok partjain található meg: Thaiföld, Malajzia, Szingapúr és Indonézia.

## Megjelenése
Ez a halfaj legfeljebb 6,4 centiméter hosszú. A hátúszóján 9-12 tüske és 112 sugár, míg a farok alatti úszóján 1 tüske és 10-12 sugár ül. Az oldalvonala mentén 48-60, míg a tarkója tájékán 17-22 pikkelye van. Az első hátúszó színezete és mintázata példányonként változó, azonban a legtöbbjük esetében van egy barna vagy fekete csík, amelynek a végén egy vöröses narancssárga folt ül. Ez a hátúszó közepesen magas és hátrafelé kerekített; az első tüskéje hosszabb, mint a többi. A második hátúszón is van egy fekete sáv; továbbá a szélei sárgák vagy narancssárgák. A mellúszók és a farokúszó vöröses narancssárga színűek.

## Életmódja
Trópusi halfaj, amely a sós- és brakkvízben él. Az oxigént képes, egyenesen a levegőből kivenni, azzal a feltétellel, ha nedvesek a kopoltyúi és a bőre. A víz alá is lemerülhet.